# Удмуртия
Удмуртска република, накратко Удмуртия е субект в състава на Руската Федерация и е част от Приволжкия федерален окръг и Уралския икономически район на Руската Федерация. Площ 42 061 km2 (57-място по площ в Русия, 0,25% от територията), население по данни на Росстат за 2021 г. 1 493 700 души (32-во място по население в Русия, 1,03%). Столица е град Ижевск. Разстояние от Москва до Ижевск — 1129 km.

## Историческа справка
Като държавно образувание Удмуртия възниква след Октомврийската революция през 1917 г. На 4 ноември 1920 г. Ленин подписва постановление на ВЦИК и СНК на РСФСР, с което се създава Вотска автономна област. На 1 януари 1932 г. с постановление на ВЦИК на СССР името на областта се променя на Удмуртска автономна област. На 28 декември 1934 г. ВЦИК на СССР приема постановление с което преобразува Удмуртската автономна област в Удмуртска Автономна съветска социалистическа република. На 11 октомври 1991 г. Върховния съвет на Удмуртската АССР приема ново название за страната – Удмуртска Република.

## Географска характеристика
Република Удмуртия е разположена в Европейската част на Русия, в източната част на Източноевропейската равнина. На запад и север граничи с Кировска област, на изток – с Пермски край, на югоизток – с Република Башкортостан и на юг – с Република Татарстан. В тези си граници заема площ от 42 061 km2 (57-място по площ в Русия, 0,25% от територията на Русия).
Територията на страната представлява хълмиста равнина, разчленена в значителна степен от дълбоки речни долини и оврази и постепенно понижаваща се от север на юг и от изток на запад. На север се простира Горнокамското възвишение (височина до 330 m), на запад, в басейна на река Килмез (ляв приток на Вятка, от басейна на Кама) – слабо дренирана и на места заблатена низина. В южната част се намират Можгинското и Сарапулското възвишения, разделени едно от друго от долината на река Иж (десен приток на Кама) и нейните притоци.
В Удмуртия има богати находища на нефт (Архангелско, Чутирско-Киенгопско, Мишкинско и др.), оценявани на 820 млн. т. (данни от 2002 г.), като годишно се добиват по около 7 – 8 млн. т., повечето – за износ. От другите полезни изкопаеми по-важна роля играят торфа, строителните материали (кварцови пясъци, глина, мрамор и др.).
Климатът е умерено континентален със студена зима и сравнително топло лято. Средната януарска температура от -15,5 °C на север до -14,2 °C на юг, средна юлска съответно от 17,5 °C до 19 °C. Годишна сума на валежите 400 – 600 mm, разпределени неравномерно по сезони. Вегетационният период (минимални денонощни температури над 10 °C) е от края на април до края на септември.
Речната мрежа на Удмуртия е представена от около 8930 реки с обща дължина от 20350 km и изцяло принадлежи към водосборния басейн на река Кама (ляв приток на Волга, от басейна на Каспийско море). Най-голямата река в републиката е река Кама, която извира от североизточната ѝ част и протича през нея с най-горното и с част от най-долното си течение. Други по-големи реки, всичките десни притоци на Кама са: Сива, Иж и Вятка, с левите си притоци Чепца и Килмез. Като цяло речната мрежа на Удмуртия е гъста и силно разклонена. Теченията на реките са с малък наклон и скорост, а подхранването им е смесено с преобладаване на снежното. За тях е характерно пролетно пълноводие и лятно-есенно маловодия, прекъсвано епизодично от бурни прииждания в резултат на поройни дъждове. Замръзват в средата на ноември, а се размразяват в началото на април.
Общо в Удмуртия има над 2700 естествени и изкуствени водоеми с обща площ около 157 km2. Естествените езера са малки и са предимно крайречни (старици) в долините на по-големите реки. Най-голямото естествено езеро е Сомовското езеро (1,9 km2) в югоизточната част на страната. Изкуствените водоеми са значително повече от естествените и най-големи от тях са Воткинското и Нижнекамското водохранилища на река Кама и Ижевското на река Иж.
Преобладаващите почви са ливадно-подзолисти. На юг и югоизток почвите са сиви горски. На изток, юг и север се срещат участъци от ливадно-карбонатни почви, слабо подзолисти блатни почви (главно в северните и западните райони) и алувиални почви по долините на реките.
43,9% от територията на страната е покрита с гори. В северните и средни части е разпространена южната иглолистна тайга, а на юг горите са смесени и широколистни. Смърчовите гори заемат 38% от горския фонд, боровите – 18,2%, брезовите – 27,4%, осиковите – 8,1%, липовите – 2,5%, други – 2,5%. Най-гъсто залесена е централната и крайната северна част на страната.

## Население
На 1 януари 2017 г. населението на Удмуртия се състои от 1 516 826 души, което е 1,03 % от населението на Руската федерация (31-во място сред нейните субекти). Урбанизацията е 69,60 %.
Удмуртите са народ от угро-финската група народи. Най-голям дял обаче от населението на републиката съставляват руснаците – 53,3 %. Значителни малцинства са татарите (на брой 109 218 души, равняващ се на дял от 6,96 %), украинците (11 527 д. = 0,73 %) и марийците (8985 души). Малцинствата са силно асимилирани от удмуртите. 
Официални езици са удмуртски и руски език. Освен православните християни в Удмуртия има и привърженици на шаманизма.

## Административно-териториално деление
| Карта                                            | Райони |
| ------------------------------------------------ | --- |
| Административно-териториално деление на Удмуртия | 1. Алнашки, 2. Балезински, 3. Вавожки, 4. Воткински, 5. Глазовски, 6. Граховски, 7. Дебёски, 8. Завяловски, 9. Игрински, 10. Камбарски, 11. Каракулински, 12. Кезки, 13. Кизнерски, 14. Киясовски, 15. Красногорски, 16. Малопургински, 17. Можгински, 18. Сарапулски, 19. Селтински, 20. Сюмсински, 21. Увински, 22. Шаркански, 23. Юкаменски, 24. Якшур-Бодински, 25. Ярский; Градове с републиканско подчинение (градски окръзи): 26. Ижевск, 27. Воткинск, 28. Глазов, 29. Можга, 30. Сарапул. |

В административно-териториално отношение Република Удмуртия се дели на 5 републикански градски окръга и 25 муниципални района. Има 6 града, в т.ч. 5 града с републиканско подчинение и 1 град с районно подчинение. Селища от градски тип няма
| Административна единица      | Площ (km2) | Население (2017 г.) | Административен център | Население (2017 г.) | Разстояние до Ижевск (в km) | Други градове и сгт с районно подчинение |
| ---------------------------- | ---------- | ------------------- | ---------------------- | ------------------- | --------------------------- | ---------------------------------------- |
| Републикански градски окръзи |            |                     |                        |                     |                             |                                          |
| 26. Ижевск                   | 316        | 646 277             | гр. Ижевск             | 646 277             |                             |                                          |
| 27. Воткинск                 | 112        | 98 063              | гр. Воткинск           | 98 063              | 55                          |                                          |
| 28. Глазов                   | 68         | 93 628              | гр. Глазов             | 93 628              | 180                         |                                          |
| 28. Можга                    | 31         | 49 617              | гр. Можга              | 49 617              | 93                          |                                          |
| 30. Сарапул                  | 86         | 97 910              | гр. Сарапул            | 97 910              | 66                          |                                          |
| Муниципални райони           |            |                     |                        |                     |                             |                                          |
| 1. Алнашки                   | 896        | 18 789              | с. Алнаши              | 5964                | 128                         |                                          |
| 2. Балезински                | 2435       | 31 308              | пос. Балезино          | 14 772              | 150                         |                                          |
| 3. Вавожки                   | 1679       | 15 478              | с. Вавож               | 5721                | 133                         |                                          |
| 4. Воткински                 | 1864       | 24 248              | гр. Воткинск           |                     | 55                          |                                          |
| 5. Глазовски                 | 2160       | 16 362              | гр. Глазов             |                     | 180                         |                                          |
| 6. Граховски                 | 968        | 8301                | с. Грахово             | 3130                | 164                         |                                          |
| 7. Дебески                   | 1033       | 12 073              | с. Дебеси              | 5778                | 141                         |                                          |
| 8. Завяловски                | 2203       | 74 680              | с. Завялово            | 9243                | 16                          |                                          |
| 9. Игрински                  | 2267       | 36 822              | пос. Игра              | 20 624              | 92                          |                                          |
| 10. Камбарски                | 763        | 16 933              | гр. Камбарка           | 10 477              | 116                         |                                          |
| 11. Каракулински             | 1193       | 10 873              | с. Каракулино          | 4724                | 122                         |                                          |
| 12. Кезки                    | 2321       | 20 421              | пос. Кез               | 10 911              | 172                         |                                          |
| 13. Кизнерски                | 2131       | 18 871              | пос. Кизнер            | 9805                | 166                         |                                          |
| 14. Киясовски                | 821        | 9441                | с. Киясово             | 3200                | 65                          |                                          |
| 15. Красногорски             | 1860       | 9004                | с. Красногорское       | 4302                | 128                         |                                          |
| 16. Малопургински            | 1223       | 33 661              | с. Малая Пурга         | 7768                | 37                          |                                          |
| 17. Можгински                | 1997       | 26 439              | гр. Можга              |                     | 93                          |                                          |
| 18. Сарапулски               | 1878       | 24 372              | с. Сигаево             | 5775                | 73                          |                                          |
| 19. Селтински                | 1884       | 10 457              | с. Селти               | 5204                | 138                         |                                          |
| 20. Сюмсински                | 1790       | 12 343              | с. Сюмси               | 5250                | 140                         |                                          |
| 21. Увински                  | 2445       | 38 134              | пос. Ува               | 19 934              | 96                          |                                          |
| 22. Шаркански                | 1405       | 18 562              | с. Шаркан              | 6523                | 88                          |                                          |
| 23. Юкаменски                | 1020       | 8821                | с. Юкаменское          | 3940                | 158                         |                                          |
| 24. Якшур-Бодински           | 1780       | 21 280              | с. Якшур-Бодя          | 7211                | 41                          |                                          |
| 25. Ярски                    | 1524       | 13 604              | пос. Яр                | 6446                | 218                         |                                          |

## Икономика
Добре развито е машиностроенето (автомобили, автофургони, мотоциклети, лагери, ловно и спортно оръжие, металорежещи машини), черната металургия, нефтодобива, дърводобива и дървообработването, производството на строителни материали.
В селското стопанство е развито животновъдството, както и производството на фуражни култури, ръж, овес, ечемик, картофи, лен.
| хиляди хектара | 1620 | 1400,8 | 1271,5 | 1152 | 1153,8 | 1067,2 | 1028,9 |